# 갱 (2020년 영화)
"갱"은 2020년에 개봉한 대한민국의 영화이다.

## 캐스팅
- 차지혁 : 지훈 역
- 조선기 : 대호 역
- 옥윤중 : 용식 역
- 백재민 : 창식 역
- 김대한 : 기태 역
- 이정현 : 핫도그 역
- 김라희 : 지혜 역
- 송은석 : 수빈 역
- 진성 : 재환 역
- 이재한 : 건우 역
- 맹재렬 : 희관 역
- 이채성 : 원준 역
- 최준민 : 덕주 역
- 김동준 : 경민 역
- 지남혁 : 체육선생 역
- 임정옥 : 교장선생 역
- 권오윤 : 파이터 1 역
- 김동우 : 파이터 2 역
- 고태진 : 파이터 3 역
- 나진수 : 파이터 4 역
- 한귀철 : 파이터 5 역
- 배효원 : 양호선생 역
- 조성구 : 철주먹 역
- 형슬우 : 담임선생 역
- 룡세형 : 사회선생 역
- 최한얼 : 파이트 클럽 역
- 정민규 : 파이트 클럽 역
- 이지수 : 파이트 클럽 역
- 김태인 : 파이트 클럽 역
- 박상길 : 파이트 클럽 역
- 김원빈 : 파이트 클럽 역
- 김우석 : 파이트 클럽 역
- 심우선 : 파이트 클럽 역
- 김창준 : 파이트 클럽 역
- 이승권 : 파이트 클럽 역
- 임우현 : 파이트 클럽 역
- 김주헌 : 파이트 클럽 역
- 김록현 : 파이트 클럽 역
- 박재현 : 파이트 클럽 역
- 정명 : 파이트 클럽 역
- 조재혁 : 파이트 클럽 역
- 김동재 : 파이트 클럽 역
- 최인하 : 파이트 클럽 역
- 임성민 : 파이트 클럽 역
- 권흔민 : 파이트 클럽 역
- 이민서 : 파이트 클럽 역
- 황정빈 : 파이트 클럽 역
- 곽다윗 : 파이트 클럽 역
- 나영민 : 파이트 클럽 역
- 이서규 : 파이트 클럽 역
- 신준호 : 파이트 클럽 역
- 신기루 : 파이트 클럽 역
- 전용민 : 파이트 클럽 역
- 가르시아 피제이 : 파이트 클럽 역
- 정지민 : 파이트 클럽 역
- 정성윤 : 파이트 클럽 역
- 전재형 : 파이트 클럽 역
- 이승민 : 파이트 클럽 역
- 박상민 : 파이트 클럽 역
- 김도영 : 파이트 클럽 역
- 윤진기 : 파이트 클럽 역
- 차준상 : 파이트 클럽 역
- 임민철 : 파이트 클럽 역
- 김건우 : 파이트 클럽 역
- 김용민 : 파이트 클럽 역
- 박형준 : 파이트 클럽 역
- 곽병훈 : 파이트 클럽 역
- 송지훈 : 파이트 클럽 역
- 김남주 : 파이트 클럽 역
- 김상민 : 파이트 클럽 역
- 최유민 : 파이트 클럽 역